# پاک‌کن‌ها

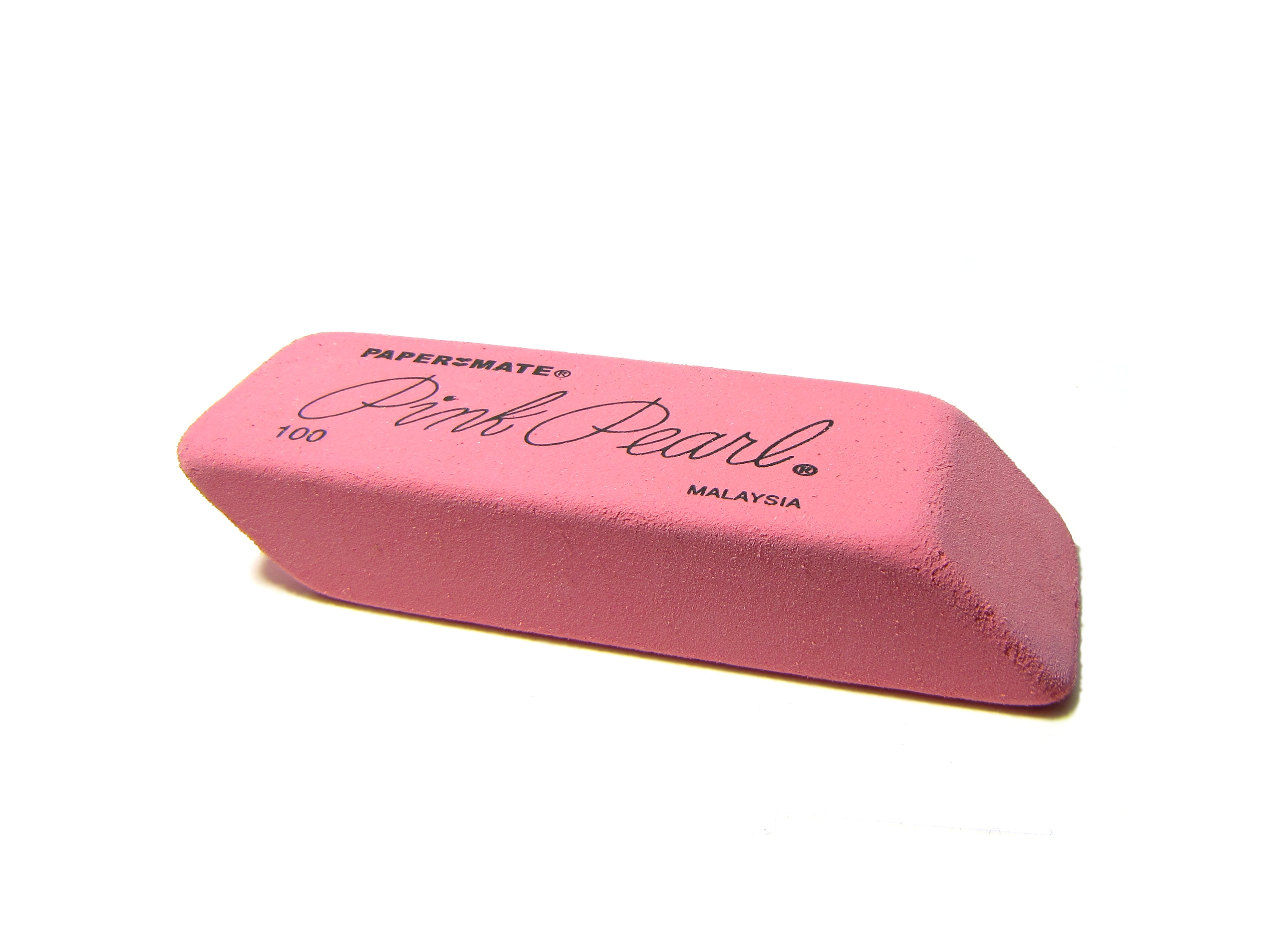
پاک کن

پاک‌کن‌ها (به فرانسوی: Les Gommes‎) رمانی از آلن روب-گریه نویسنده فرانسوی است که در سال ۱۹۵۳ توسط انتشارات مینویی منتشر شد و سال بعد جایزه Fénéon را به دست آورد.
سوزان بسشتا نام گروه راک خود را با اقتباس از نام این رمان، پاک‌کن‌ها گذاشت.

## خلاصه داستان
سوء قصدی علیه مردی به نام دانیل دوپون در خانه اش صورت می گیرد. به نظر می رسد به خاطر جهت گیری های سیاسی دانیل دوپون گروهی تروریستی در این کار دست داشته اند. دوپون دچار جراحتی سطحی می شود اما با همدستی دکتر ژوار وانمود می کند که از دنیا رفته است. والاس، کارآگاه پلیسی که مامور تحقیق در مورد این ماجرا شده است سعی دارد علیرغم عدم وجود جسد، قاتل یا قاتلان را پیدا کند. 